# Schloss Ast

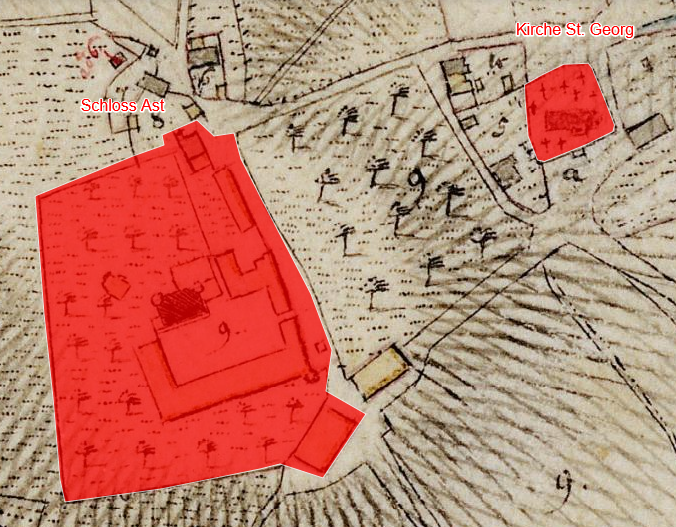
Lageplan von Schloss Ast auf dem Urkataster von Bayern

Das Schloss Ast liegt in Ast in der niederbayerischen Gemeinde Tiefenbach im Landkreis Landshut in Bayern. Die Anlage wird als denkmalgeschütztes Baudenkmal unter der Aktennummer D-2-74-182-3 geführt. Ebenso wird sie als Bodendenkmal unter der Aktennummer D-2-7538-0305 und der Beschreibung „untertägige mittelalterliche und frühneuzeitliche Befunde im Bereich des Schlosses von Ast mit ehemaligen Nebengebäuden und Gartenanlagen, darunter Spuren von Vorgängerbauten bzw. älteren Bauphasen und abgegangenen Gebäudeteilen“ genannt.

## Geschichte
Oberast wird gegen Ende des 9. Jahrhunderts als Ouuista erstmals erwähnt. Ein Geschlecht De Ouste wird im 11. bis 13. Jahrhundert häufig als Zeuge genannt. Die Besitztümer kamen nach dem Aussterben dieses Geschlechts an verschiedene Klöster. Im 16. Jahrhundert kaufte Ambrosius Plank aus Münchsdorf den verstreuten Besitz vom Hl. Kreuzkloster und dem Stift St. Martin in Landshut und errichtete mit Schloss Ast 1591 seinen eigenen Herrensitz. Es wurde im Dreißigjährigen Krieg 1632 von den Schweden zerstört, aber in den nachfolgenden Jahrzehnten wieder aufgebaut. Eine weitgehende Erneuerung erfolgte Mitte des 19. Jahrhunderts. Das Schloss ist in Privatbesitz und für die Öffentlichkeit nicht zugänglich.

## Baubeschreibung
Das Schloss steht unter Denkmalschutz (Nummer D-2-74-182-3) und wird folgendermaßen beschrieben:
- dreigeschossiges Gebäude mit Halbwalmdach, an der Nordseite zwei polygonale Ecktürme mit Zwiebelhaube, mit Putzgliederung, im Kern 1591, wesentlich umgebaut zweiten Hälfte 17. Jahrhundert, erneuert Mitte 19. Jahrhundert; mit Ausstattung
- Nebengebäude und Ökonomiehof, zum Teil im Erdgeschoss gewölbt, bestehend aus: Verwaltungsgebäude, zweigeschossiger Bau mit Halbwalmdach, 17./18. Jahrhundert; ehemaliger Pferdestall, zweigeschossiges Gebäude mit Durchfahrt, gleichzeitig; ehemaliger Stall und Stadel, zweigeschossiges Gebäude mit Halbwalm, gleichzeitig; Gesindehaus, Wohn- und Verwaltungshaus, zweigeschossiges Gebäude mit Schopfwalmdach, mit Nischenfigur an der Hofseite, gleichzeitig, ehemaliger Turm an der Westseite 1928/30 abgetragen; ehemaliger Schafstadel, eingeschossiges Gebäude mit Halbwalmdach mit anschließendem zweigeschossigem Steildachbau, 18. Jahrhundert.